# Gephyrochromis
Gephyrochromis és un gènere de peixos pertanyent a la família dels cíclids.

## Distribució geogràfica
Es troba a l'Àfrica oriental: el llac Malawi.

## Taxonomia
- Gephyrochromis lawsi (Fryer, 1957)[4]
- Gephyrochromis moorii (Boulenger, 1901)[5][6][7][8][9][10][11]